# Compañía de los Ferrocarriles Andaluces
Die Compañía de los Ferrocarriles Andaluces, deutsch in etwa Gesellschaft der Andalusischen Eisenbahnen, abgekürzt CFA, auch als Ferrocarriles Andaluces oder Andaluces bezeichnet, war eine Eisenbahngesellschaft in Spanien, die 1877 gegründet wurde und ein 1604 km langes Streckennetz in Andalusien betrieb. Die Gesellschaft wurde 1936 wegen schwerwiegender finanzieller Problemen vom Staat beschlagnahmt und an die Oeste veräußert.

## Geschichte

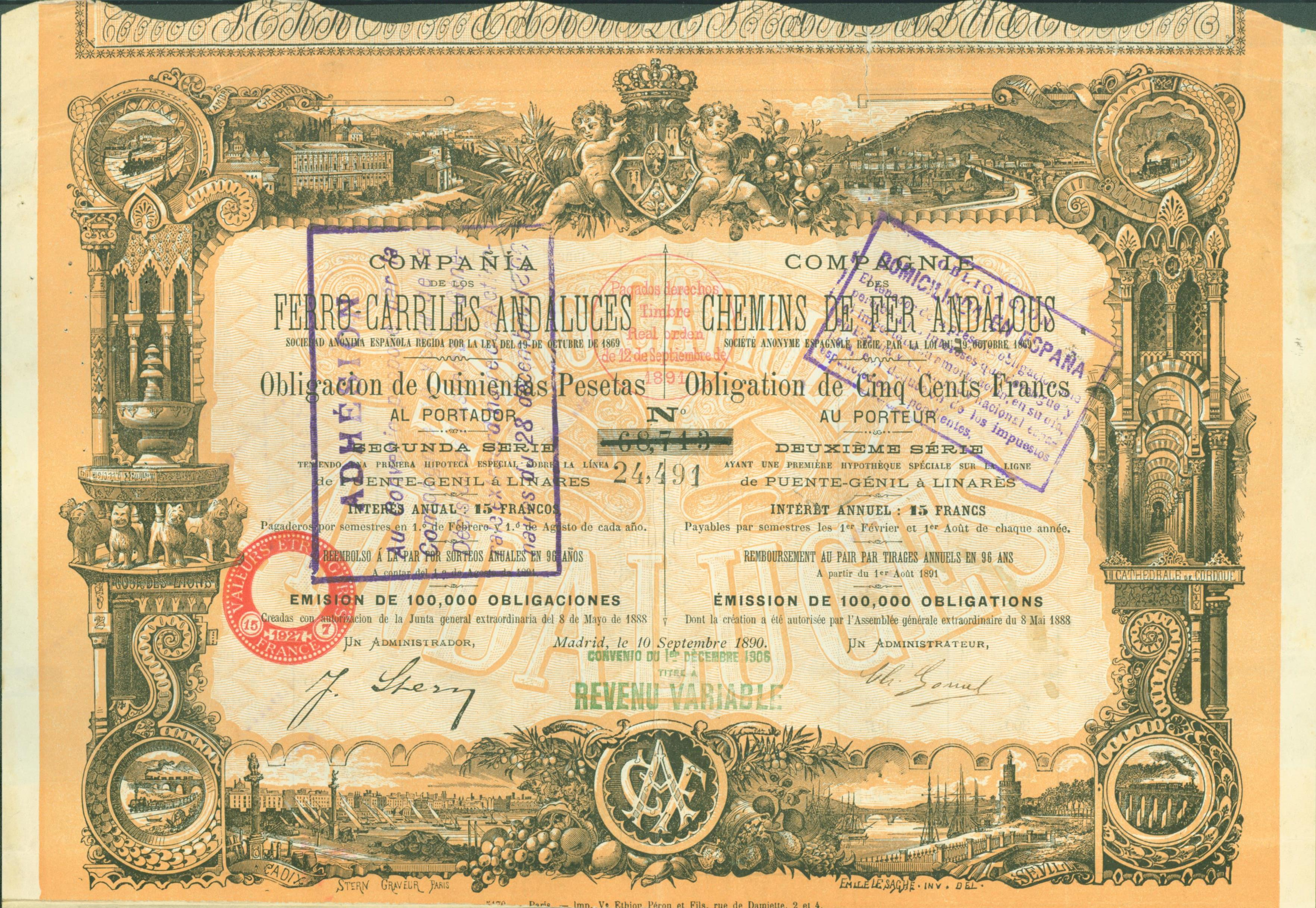
Obligation der Compañia de los Ferro-Carriles Andaluces vom 10. September 1890

Die Bahngesellschaft entstand auf Initiative von Geschäftsleuten aus Málaga. Sie entstand aus den Vorgängergesellschaften Compañía de los Ferrocarriles Sevilla a Jerez y de Puerto Real a Cádiz (SJPC), die 1861 die Strecke von Sevilla nach Cádiz eröffnete, und der Compañía del Ferrocarril de Córdoba a Málaga, die 1865 die Strecke Córdoba–Málaga und 1874 die Strecke Bobadilla–Granada eröffnete. Das Streckennetz wuchs schnell über ganz Andalusien. Die einzige Strecke der CFA, die außerhalb Andalusiens lag, war die 91 km lange Strecke Murcia–Alicante, die 1884 in Betrieb ging. 1913 erwarb die CFA die Strecke Bobadilla–Algeciras und 1916 pachtete sie die Strecken der Compañía de los Ferrocarriles del Sur de España, die sie 1929 endgültig erwarb. Die CFA geriet zunehmend in finanzielle Schieflage, sodass sie vom Staat beschlagnahmt wurde und an die Compañía Nacional de los Ferrocarriles del Oeste übergeben wurde. Aus dieser Gesellschaft entstand dadurch die Compañía Nacional de los Ferrocarriles del Oeste y Red de Andaluces, welche die beiden Streckennetze getrennt betrieb, bis sie 1941 in die Renfe eingegliedert wurden.

## Streckennetz

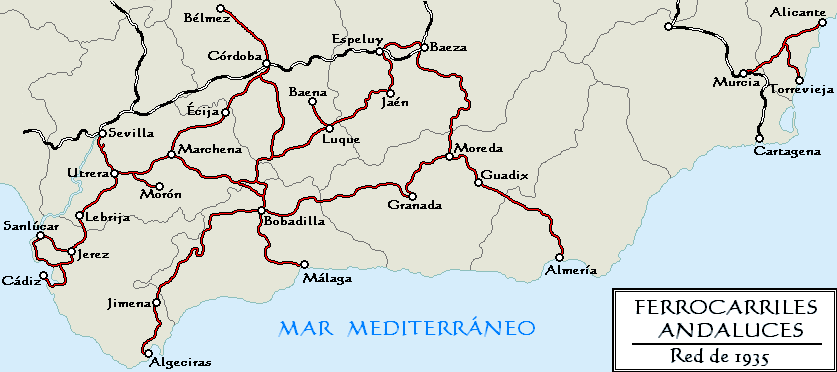
Karte des Eisenbahnnetzes der Ferrocarriles Andaluces 1935. Die schwarz-weiss dargestellten Strecken gehörten der MZA.